# Conclave de maio de 1605
O Conclave de maio 1605 foi convocada na morte de Papa Leão XI e terminou com a eleição de Camillo Borghese como o Papa Paulo V. Este foi o segundo conclave de 1605, com o que elegeu Leão XI tendo concluído apenas 37 dias antes. É significativo por ter o único caso registrado de uma lesão em um conclave papal, que foi o resultado de uma luta física entre os cardeais sobre quem deveria ser eleito papa.

## Segundo plano
O Papa Clemente VIII morreu em março de 1605. Os 60 cardeais eleitores que se reuniram no conclave para eleger seu sucessor foram divididos entre várias facções, igualmente divididas entre lealdade à França e à Espanha. Além da política secular que influenciou essas eleições papais, durante esse período elas foram marcadas por uma estratégia entre as famílias de elite para adquirir prestígio e poder. Essas estratégias geralmente se desenrolavam ao longo de várias gerações através do patrocínio e do acúmulo de riqueza, e davam favores aos membros da família quando se esperava a eleição de um indivíduo para o papado.
Fontes da época do conclave de março de 1605 listavam até vinte e um possíveis candidatos considerados pelos cardeais, mas os únicos que foram seriamente discutidos durante o conclave foram Cesare Baronius e Alessandro Ottaviano de 'Médici. Esse conclave viu a Espanha vetar César Barônio após a primeira votação. Médici, o candidato que foi finalmente eleito, também foi vetado pelo cardeal representando a Espanha, mas isso ocorreu após a eleição de Leão XI, e os cardeais não consideraram o veto válido.
O conclave de março também viu as facções rivais Aldobrandini e Montalto incapazes de eleger um membro de qualquer uma de suas famílias para o papado, e ambos finalmente concordaram em eleger Leão XI, um membro do ramo de cadetes dos Médici.
Leão tinha 70 anos no momento de sua eleição e, embora de boa saúde anteriormente, adoeceu no dia de sua coroação. Ele morreu em 27 de abril de 1605, 26 dias após sua eleição para o papado. Durante sua doença, Leão havia sido incentivado a nomear um sobrinho cardeal, mas recusou-se a fazê-lo.

## Conclave
Além de Leão, outro cardeal morreu, reduzindo o número de eleitores cardeais no conclave de maio para 59. No início do conclave, Alessandro Peretti di Montalto apoiou Antonmaria Sauli. Um número significativo de eleitores leais a Pietro Aldobrandini, sobrinho de Clemente VIII, estava disposto a apoiar Sauli. Aldobrandini, no entanto, se opôs à eleição de Sauli devido à oposição anterior de Sauli à eleição de Clemente, e conseguiu impedir que Sauli atingisse a maioria de dois terços necessária para a eleição.
Aldobrandini se mudou para apoiar Roberto Belarmino no papado, mas Roberto Belarmino disse que "não levaria um canudo" para avançar em sua própria eleição. Anselmo Marzato se opôs a Roberto Bellarmino, e foi capaz de minar sua candidatura porque ele havia assumido uma posição muito pública na controvérsia de De Auxilliis. Roberto Belarmino foi finalmente vetado pela Espanha, que pôs fim à sua candidatura.  Aldobrandini também se mudou para a eleição de Domenico Toschi , chegando a conseguir 38 eleitores para levá-lo à Capela Paulina para ser aclamado papa. César Barônio, no entanto, se opôs à eleição de Toschi e falou contra, fazendo com que seus amigos insistissem na eleição de César Barônio como papa. Thomas Hobbes relatou mais tarde que a oposição de César Barônio a Toschi se baseava no uso frequente de Toschi da palavra cazzo, gíria Lombard para pênis, e que ele exortou os cardeais a não elegerem Toschi por causa disso. Isso levou a uma briga física entre os dois lados que podia ser ouvida nas ruas fora do conclave. A luta resultou no único caso conhecido de lesão grave sofrida em um conclave com Alfonso Visconti com vários ossos quebrados. 

## Eleição de Paulo V
Após a interrupção, uma votação foi feita e ficou claro que Toschi não tinha o apoio necessário para a eleição por dois votos. Os líderes das facções concorrentes se reuniram para selecionar um candidato comprometido e Camillo Borghese foi eleito papa por unanimidade no mesmo dia.  Borghese estava entre os papabili no conclave que elegeu Leão XI, mas era considerado jovem demais na época para se tornar papa. No conclave de maio, ficou claro para os eleitores que ele seria o único candidato aceitável para todas as facções e foi eleito como candidato de compromisso, tomando o nome de Paul V.
Como cardeal, Paulo havia mantido anteriormente a neutralidade entre as grandes potências da Espanha e da França que dominavam o conclave anterior e estavam presentes no atual. Embora ele fosse o enviado papal para a Espanha e recebesse uma pensão deles, ele era amplamente discreto como cardeal e percebido como neutro. Aos 54 anos, Paulo era jovem na época de sua eleição e esperava-se um longo papado, não exigindo um terceiro conclave em breve.

## Cardeais votantes
| Consistóro                    | maio 1605 |
| ----------------------------- | --------- |
| Março 1565                    | 1         |
| Consistórios de Pio IV        | 1         |
| Dezembro 1583                 | 3         |
| Consistórios de Gregório XIII | 3         |
| Maio 1585                     | 1         |
| Dezembro 1585                 | 1         |
| Novembro 1586                 | 4         |
| Dezembro 1587                 | 4         |
| Dezembro 1588                 | 1         |
| Dezembro 1589                 | 3         |
| Consistórios de Sisto V       | 14        |
| Dezembro 1590                 | 1         |
| Março 1591                    | 4         |
| Consistórios de Gregório XIV  | 5         |
| Dezembro 1591                 | 1         |
| Consistórios de Inocêncio IX  | 1         |
| Setembro 1593                 | 2         |
| Junho 1596                    | 13        |
| Março 1599                    | 10        |
| Setembro 1603                 | 1         |
| Junho 1604                    | 17        |
| Consistórios de Clemente VIII | 43        |
| Total                         | 67        |

| Criado por                 | Cardeais | Por Cento |
| -------------------------- | -------- | --------- |
| Papa Pio IV (PIV)          | 01       | 1,49 %    |
| Papa Gregório XIII (GXIII) | 03       | 4,48 %    |
| Papa Sisto V (SV)          | 014      | 20,9 %    |
| Papa Gregório XIV (GXIV)   | 05       | 7,46 %    |
| Papa Inocêncio IX (IIX)    | 01       | 1,49 %    |
| Papa Clemente VIII (CVIII) | 043      | 64,18 %   |
| Total                      | 67       | 100 %     |

### Cardeais Bispos
| Nº | Nome                    | Consistório   | Papa  |
| -- | ----------------------- | ------------- | ----- |
| 1  | Tolomeo Gallio          | Março 1565    | PIV   |
| 2  | Domenico Pinelli        | Dezembro 1585 | SV    |
| 3  | François de Joyeuse     | Dezembro 1583 | GXIII |
| 4  | Girolamo Bernerio, O.P. | Novembro 1586 | SV    |

### Cardeais Presbíteros
| Nº | Nome                                                     | Consistório   | Papa  |
| -- | -------------------------------------------------------- | ------------- | ----- |
| 5  | Agostino Valier                                          | Dezembro 1583 | GXIII |
| 6  | Antonio Maria Galli                                      | Novembro 1586 | SV    |
| 7  | Benedetto Giustiniani                                    | Novembro 1586 | SV    |
| 8  | Antonio Maria Sauli                                      | Dezembro 1587 | SV    |
| 9  | Giovanni Evangelista Pallotta                            | Dezembro 1587 | SV    |
| 10 | Federico Borromeo                                        | Dezembro 1587 | SV    |
| 11 | Francesco Maria Bourbon del Monte Santa Maria            | Dezembro 1588 | SV    |
| 12 | Mariano Pierbenedetti                                    | Dezembro 1589 | SV    |
| 13 | Gregorio Petrocchini, O.S.A.                             | Dezembro 1589 | SV    |
| 14 | Paolo Emilio Sfondrati                                   | Dezembro 1590 | GXIV  |
| 15 | Ottavio Paravicini                                       | Março 1591    | GXIV  |
| 16 | Ottavio Acquaviva d'Aragona                              | Março 1591    | GXIV  |
| 17 | Flaminio Piatti                                          | Março 1591    | GXIV  |
| 18 | Pietro Aldobrandini                                      | Setembro 1593 | CVIII |
| 19 | Francesco Maria Tarugi, C.O.                             | Junho 1596    | CVIII |
| 20 | Ottavio Bandini                                          | Junho 1596    | CVIII |
| 21 | Anne d'Escars de Givry, O.S.B.                           | Junho 1596    | CVIII |
| 22 | Giovanni Francesco Biandrate di San Giorgio Aldobrandini | Junho 1596    | CVIII |
| 23 | Camillo Borghese                                         | Junho 1596    | CVIII |
| 24 | César Barônio, C.O.                                      | Junho 1596    | CVIII |
| 25 | Lorenzo Bianchetti                                       | Junho 1596    | CVIII |
| 26 | Francisco de Ávila                                       | Junho 1596    | CVIII |
| 27 | Francesco Mantica                                        | Junho 1596    | CVIII |
| 28 | Pompeo Arrigoni                                          | Junho 1596    | CVIII |
| 29 | Bonifazio Bevilacqua Aldobrandini                        | Março 1599    | CVIII |
| 30 | Alfonso Visconti, C.O.                                   | Março 1599    | CVIII |
| 31 | Domenico Toschi                                          | Março 1599    | CVIII |
| 32 | Paolo Emilio Zacchia                                     | Março 1599    | CVIII |
| 33 | Franz Seraph von Dietrichstein                           | Março 1599    | CVIII |
| 34 | Roberto Bellarmino, S.J.                                 | Março 1599    | CVIII |
| 35 | François d'Escoubleau de Sourdis                         | Março 1599    | CVIII |
| 36 | Séraphin Olivier-Razali                                  | Junho 1604    | CVIII |
| 37 | Domenico Ginnasi                                         | Junho 1604    | CVIII |
| 38 | Antonio Zapata y Cisneros                                | Junho 1604    | CVIII |
| 39 | Filippo Spinelli                                         | Junho 1604    | CVIII |
| 40 | Carlo Conti                                              | Junho 1604    | CVIII |
| 41 | Carlo Gaudenzio Madruzzo                                 | Junho 1604    | CVIII |
| 42 | Jacques Davy du Perron                                   | Junho 1604    | CVIII |
| 43 | Innocenzo del Bufalo-Cancellieri                         | Junho 1604    | CVIII |
| 44 | Giovanni Dolfin                                          | Junho 1604    | CVIII |
| 45 | Giacomo Sannesio                                         | Junho 1604    | CVIII |
| 46 | Erminio Valenti                                          | Junho 1604    | CVIII |
| 47 | Girolamo Pamphilj                                        | Junho 1604    | CVIII |
| 48 | Ferdinando Taverna                                       | Junho 1604    | CVIII |
| 49 | Anselmo Marzato, O.F.M.Cap.                              | Junho 1604    | CVIII |

### Cardeais Diáconos
| Nº | Nome                                  | Consistório   | Papa  |
| -- | ------------------------------------- | ------------- | ----- |
| 50 | Francesco Sforza                      | Dezembro 1583 | GXIII |
| 51 | Alessandro Damasceni Peretti          | Maio 1585     | SV    |
| 52 | Odoardo Farnese                       | Março 1591    | GXIV  |
| 53 | Giovanni Antonio Facchinetti de Nuce  | Dezembro 1591 | IIX   |
| 54 | Cinzio Passeri Aldobrandini           | Setembro 1593 | CVIII |
| 55 | Bartolomeo Cesi                       | Junho 1596    | CVIII |
| 56 | Andrea Baroni Peretti Montalto        | Junho 1596    | CVIII |
| 57 | Alessandro d'Este                     | Março 1599    | CVIII |
| 58 | Giovanni Battista Deti                | Março 1599    | CVIII |
| 59 | Silvestro Aldobrandini, O.S.Io.Hieros | Setembro 1603 | CVIII |
| 60 | Giovanni Doria                        | Junho 1604    | CVIII |
| 61 | Carlo Emmanuele Pio di Savoia         | Junho 1604    | CVIII |

### Cardeais ausentes

#### Cardeais Presbíteros
| Nº | Nome                     | Consistório   | Papa  |
| -- | ------------------------ | ------------- | ----- |
| 62 | Ascanio Colonna          | Novembro 1586 | SV    |
| 63 | Pierre de Gondi          | Dezembro 1587 | SV    |
| 64 | Fernando Niño de Guevara | Junho 1596    | CVIII |
| 65 | Bernardo Sandoval Rojas  | Março 1599    | CVIII |
| 66 | Bernard Maciejowski      | Junho 1604    | CVIII |

#### Cardeal Diácono
| Nº | Nome            | Consistório   | Papa |
| -- | --------------- | ------------- | ---- |
| 67 | Carlo di Lorena | Dezembro 1589 | SV   |